# Albert Günther (Politiker)
Albert Günther (* 20. Januar 1904 in Bochum; † 14. September 1980 in Brilon) war ein deutscher Kommunalpolitiker und ehrenamtlicher Landrat (CDU).

## Leben und Beruf
Nach dem Schulbesuch absolvierte Günther eine kaufmännische Ausbildung und war in diesem Beruf tätig. Er war Vorsitzender der Katholischen Jugend in Bochum und Vorsitzender des CDU-Kreisverbandes Brilon.
Günther war verheiratet.

## Abgeordneter
Mitglied des Kreistages des Landkreises Brilon war er von 1952 bis 1969. Außerdem war er ab 1932 Stadtverordneter in Bochum.

## Öffentliche Ämter
Vom 9. Dezember 1952 ununterbrochen bis zum 28. November 1969 war er Landrat des ehemaligen Landkreises Brilon. Er war Nachfolger des Landrates Lorenz Hoffmann.

## Sonstiges
Am 20. Januar 1969 wurde Günther mit dem Ehrenring des Landkreises Brilon ausgezeichnet, das Verdienstkreuz 1. Klasse der Bundesrepublik Deutschland wurde ihm am 27. Juni 1969 verliehen.